# Колкутин, Андрей Борисович
Андре́й Бори́сович Колкутин (род. 1957, Приморский край, СССР) — российский художник, акварелист, авангардист.

## Биография
Художественное образование получил в Ленинграде, в Академии художеств. Живописный стиль Колкутина, сложившийся в середине 1980-х и претерпевший с тех пор небольшие изменения, соединяет в себе три источника: это русская иконопись, супрематизм и наивное искусство.
Участник художественной группы «Молочные братья», организованной в 2000 году, в которую также входят Андрей Ефи (Санкт-Петербург) и Евгений Линдин (Москва).
Все эти годы не ослабевает интерес к его творчеству и среди российских коллекционеров. Работы Андрея Колкутина представлены во многих российских музейных и корпоративных коллекциях, таких как Государственная Третьяковская Галерея, Государственный музей Кабардино-Балкарии, Волгоградская картинная галерея, Тульский художественный музей, коллекции банков «Московия», «Столичный», «Инкомбанк», а также в многочисленных западных частных коллекциях, в том числе в коллекции Пера Норхавена, Келя Бернагера галереи Асбек.